# Часлав Грубић
Часлав Грубић (Ниш, 20. јун 1952) бивши је српски и југословенски рукометаш.

## Каријера
Рођен је 20. јуна 1952. године у Нишу. Каријеру је почео у нишком „Железничару“ са којим је 1977. освојио Куп Југославије, а сезону касније доспео до финала Купа европских победника купова. Једну сезону био је члан београдског „Партизана“. Играо је и за више шпанских тимова, а са „Елгоријага Бидасоом“ освојио је куп Шпаније. Освојио је титулу светског шампиона у Швајцарској 1986. године. За репрезентацију Југославије је одиграо укупно 86 мечева и постигао је 122 гола.

## Успеси
Југославија
- медаље
- злато Светско првенство 1986. Швајцарска.
- сребро Светско првенство 1982. Западна Немачка.